# Bob Kelly (Eishockeyspieler, 1928)
Bob Kelly (* 1928; † 2012) war ein kanadischer Eishockeyspieler, der im Verlauf seiner Karriere für den HC Ambrì-Piotta in der Nationalliga A gespielt hat.

## Karriere
Kelly verbrachte seine komplette NL-Karriere beim HC Ambrì-Piotta, für den er in der Saison 1952/53 in der Nationalliga B debütierte. In derselben Saison gelang der Aufstieg in die Nationalliga A. Der Kanadier fügte sich in seiner ersten Saison in der höchsten Schweizer Spielklasse hervorragend ein und erzielte in 14 Spielen 29 Saisontore. Ein Höhepunkt war das Spiel am 9. Februar 1954 in Davos, als er beim 10:2-Sieg der Tessiner acht Tore erzielte. Kelly stand in insgesamt fünf Spielzeiten für Ambrì in der Nationalliga A auf dem Eis, allesamt beendete er als mannschaftsintern erfolgreichster Torschütze. Im Verlauf seiner Karriere absolvierte er insgesamt 70 NLA-Spiele, in denen ihm 126 Tore gelangen. 1958 beendete er seine aktive Karriere. 